# Jean Gysius
Jean Gysius (en néerlandais Johannes Gijsius, parfois francisé Jean Ghys ; vers 1583-1652) était un historien et ministre néerlandais,.

## Biographie

### Jeunesse et début de carrière
Jean Gysius est né à Ostende en Belgique, où son père Jan Ghijs était pasteur. Après la mort de son père en 1584, Gysius et sa mère déménagent à Leyde, où sa mère se remarie avec un prédicateur réformé en 1587. Le 7 mai 1603, il s'inscrit à l'Université de Leyde en tant qu'étudiant en littérature classique. On ne sait pas s'il a terminé ses études de littérature, mais il est clair qu'il est devenu un praticien assidu de l'étude de l'histoire nationale. Il était également très actif au service de l'Église réformée et de la foi réformée. À partir du 4 avril 1610, il devient pasteur dans la ville de Streefkerk, en Hollande-Méridionale, fonction qu'il occupe jusqu'à sa mort en 1652.

### Accusations contre la tyrannie espagnole
En 1616, son œuvre principale Oorsprong en voortgang der Nederlandsche Beroerten ende Ellendigheden est publiée anonymement. Les crimes commis contre le peuple néerlandais par les autorités espagnoles sous Philippe II y sont décrits sans en laisser beaucoup à l'imagination. Le livre est illustré de représentations d'atrocités qui laissent peu de place à l'imagination. Certains y ont vu un réquisitoire contre l'Église catholique, mais ce n'était pas l'intention première de Gysius. La raison pour laquelle Gysius a d'abord fait publier l'ouvrage anonymement est que le livre a été publié pendant la période de la Trêve de Douze Ans avec les Espagnols, et qu'il ne voulait pas contrarier les partisans de cette paix. Le fait qu'il en soit l'auteur devait cependant être connu des initiés, car la ville de Dordrecht lui a versé 50 florins pour l'ouvrage.
En 1619, une traduction latine de cet ouvrage (Origo et Historia) a été publiée à Leyde pour un public d'ecclésiastiques et d'érudits. En 1620, l'ouvrage est publié dans une traduction française par le relieur d'Amsterdam Jan Evertszoon Cloppenburch, en combinaison avec le célèbre livre du prêtre espagnol Bartolomé de las Casas (Brevísima relación de la destrucción de las Indias), pour donner plus de force à l'acte d'accusation contre les Espagnols.

### Retour en grâce
En 1626, après avoir révisé et amélioré l'œuvre originale, Gysius l'a republiée. Cette fois-ci, il le fait sous son propre nom. La trêve de douze ans est terminée et la lutte contre les Espagnols a repris de plus belle. Il n'a donc pas grand-chose à craindre des critiques.
Grâce en partie à ses études de littérature à Leyde, il a été nommé en 1631 par le Synode de Dordrecht comme traducteur pour la production de la Bible des États. Il a ainsi remplacé Gerson Bucerus, qui était décédé plus tôt cette année-là. Comme les États généraux stipulaient que tous les traducteurs vivraient à Leyde et y effectueraient leur travail, on peut supposer que Jean Gysius avait une maison à Leyde à l'époque. Il serait mort à Streefkerk.

## Vie privée
Il s'est marié deux fois. Sa deuxième femme s'appelait Petronella Michiel Matthijsdr. Le couple s'est marié à Dordrecht en Hollande-Méridionale le 8 août 1617. Le couple a eu une fille, nommée Sara. Elle est née en 1630 à Streefkerk.